# Cady Huffman
Catherine Elizabeth 'Cady' Huffman (Santa Barbara (Californië), 2 februari 1965) is een Amerikaanse actrice.

## Biografie
Huffman werd geboren in Santa Barbara (Californië) in een gezin met drie kinderen. Zij doorliep de high school aan de San Marcos High School in Santa Barbara waar zij in 1982 haar diploma haalde. In haar tienerjaren begon zij met acteren in lokale theaters.
Huffman was van 1993 tot en met 2010 getrouwd.

## Filmografie

### Films
- 2021 The Sixth Reel - als Marilyn Dwaskin
- 2016 Truth Slash Fiction - als mrs. Haverman
- 2015 Love the Coopers - als medewerkster cadeauwinkel
- 2013 Molly's Theory of Relativity – als Natasha
- 2010 The Company Men – Joanna
- 2010 Choose – als Alice
- 2009 Dare – als Dr. Kolton
- 2007 The Nanny Diaries – als scheidende moeder
- 2007 Itty Bitty Titty Committee – als Lola
- 2005 Romance & Cigarettes – als danseres en zangeres
- 2004 Sunday on the Rocks – als Gayle
- 1997 Space Marines – als Dar Mullins
- 1996 Vows of Deception – als Mary Jo
- 1992 Hero – als Leslie

### Televisieseries
Uitgezonderd eenmalige gastrollen.
- 2018-2022 After Forever - als Lisa - 17 afl.
- 2021 Days of our Lives - als Calista Lockhart - 8 afl.
- 2016-2017 Blue Bloods - als Sheila Gormley - 2 afl.
- 2015 He's With Me - als Barbie
- 2011-2014 The Good Wife – als Marina Vassel – 5 afl.
- 2005-2006 One Life to Live – als Dr. Paige Miller - ? afl.
- 2004 Curb Your Enthusiasm – als Cady Huffman – 4 afl.

## TheaterwerkBroadway
- 2013 The Nance – toneelstuk – als Sylvie
- 2001-2007 The Producers – musical – als Ulla
- 1999-2000 Dame Edna: The Royal Tour – toneelstuk – als de knappe Ednaette (understudy)
- 1997 Steel Pier – musical – als Rita Racine / Shelby Stevens
- 1991-1993 The Will Rogers Follies – musical – als favoriete van Ziegfeld
- 1986 Big Deal – musical – als danseres
- 1983-1987 La Cage Aux Folles – musical – als Angelique (understudy)

- Gemeinsame Normdatei: 135223938
- International Standard Name Identifier: 0000 0000 5550 6384
- Library of Congress Control Number: no2001040890
- Virtual International Authority File: 303515238
- WorldCat: E39PBJrgCQfG4xx6GHHf9mP84q